# 모셰 다얀
모셰 다얀(히브리어: משה דיין Moshe Dayan, 1915년 5월 20일 ~ 1981년 10월 16일)은 이스라엘의 군인, 정치인이다. 1929년, 농민 자위대에 들어가 반영 운동에 참가하고, 1939년에 지하 활동 중에 체포되어 약 2년간 감옥살이를 하였다. 1941년 석방되어 프랑스 비시 정부 때 시리아 진공 작전에 참가하여 한쪽 눈을 잃었다.
제 1차 중동전쟁(이스라엘 독립전쟁/팔레스타인 전쟁) 때 이스라엘 군의 예루살렘 총사령관으로 활약하였다. 1953-1959년 이스라엘 총참모총장을 지냈었고, 제 2차 중동전쟁(수에즈 전쟁) 당시 시나이반도 전 사령관으로 아랍 연합군에 대승하였다. 1959년 이스라엘의 좌익 정당인 마파이당에 입당했으며, 각종 시온 사회주의 운동, 노동운동에 관여하다가, 벤구리온 내각에서 1967년 국방부 장관이 되었다. 1973년 제 4차 중동전쟁(10월 전쟁/욤 키푸르 전쟁) 때의 전세 회복 지연의 책임을 지고 사임하였다. 1977년 메나헴 베긴 내각의 외무부 장관이 되었다가 1980년 사임하였다.

## 참고 문헌
- 이 문서에는 다음커뮤니케이션(현 카카오)에서 GFDL 또는 CC-SA 라이선스로 배포한 글로벌 세계대백과사전의 내용을 기초로 작성된 글이 포함되어 있습니다.